# Hilary Spurling
Susan Hilary Spurling (Stockport, 25 dicembre 1940) è una scrittrice e biografa britannica.

## Biografia
Nata Susan Hilary Forrest nel 1940 a Stockport, ha compiuto gli studi al Somerville College di Oxford.
Sposatasi nel 1961 con il drammaturgo John Spurling si è trasferita a Londra dove ha lavorato un decennio per il settimanale "The Spectator".
Nel 1974 ha pubblicato la sua prima biografia, Ivy When Young: The Early Life of Ivy Compton-Burnett 1884–1919 sulla scrittrice Ivy Compton-Burnett, vincendo il Rose Mary Crawshay Prize e il Duff Cooper Prize.
Membro del consiglio della "Society of Authors", nel corso della sua carriera ha dato alle stampe numerose opere biografiche tra le quali Burying the Bones: Pearl Buck in China insignita del James Tait Black Memorial Prize.

## Opere (parziale)
- Ivy When Young: The Early Life of Ivy Compton-Burnett 1884–1919 (1974)
- Invitation to the Dance, A Handbook to Anthony Powell's A Dance to the Music of Time (1977)
- Secrets of a Woman's Heart: The Later Life of Ivy Compton-Burnett 1920–1969 (1984)
- Elinor Fettiplace's Receipt Book: Elizabethan Country House Cooking (1986)
- Paul Scott: A Life (1990)
- Ivy: The Life of I. Compton-Burnett (1995)
- The Unknown Matisse: Volume 1 – A Life of Henri Matisse 1869–1908 (1998)
- La Grande Thérèse: The Greatest Swindle of the Century (1999) (su Thérèse Humbert)
- The Girl from the Fiction Department: A Portrait of Sonia Orwell (2002)
- Matisse the Master: The Conquest of Colour 1909–1954  (2005)
- Matisse: The Life (2009)
- Pearl Buck in China (2010)
- Anthony Powell: Dancing to the Music of Time (2017)

## Premi e riconoscimenti
- Rose Mary Crawshay Prize: 1976 vincitrice con Ivy When Young: The Early Life of Ivy Compton-Burnett 1884 - 1919
- Duff Cooper Prize: 1984 vincitrice con Ivy When Young: The Early Life of Ivy Compton-Burnett 1884 - 1919
- Costa Book Awards: 2005 vincitrice nelle categorie "Biografia" e "Libro dell'anno" con Matisse the Master
- James Tait Black Memorial Prize: 2010 vincitrice con Burying the Bones: Pearl Buck in China